# Lissieu
Lissieu é uma comuna francesa na região administrativa de Auvérnia-Ródano-Alpes, no departamento de Ródano. Estende-se por uma área de 5,66 km². Em 2010 a comuna tinha 3 203 habitantes (densidade: 565,9 hab./km²).